# Antonia Pieters van Sievenhove
Antonia Pieters van Sievenhove, född 1527, död efter 1593, var abbedissa i klostret Bethlehem te Elkerzee i Zeeland i Nederländerna. 
Hennes familj är okänd. Hon blev medlem i cisterciensorden i Betlehem Elkerzee på ön Schouwen omkring år 1541. Hon valdes 1564 enhälligt till abbedissa och hade då tidigare varit priorinna. Klostret var litet men välmående och låg under överhöghet av en abbot, två munkar och regenten Margareta av Parma. När den protestantiska Beeldenstorm utbröt i Nederländerna 1566 lämnade nunnorna klostret och gömde sig hos privatpersoner. De bosatte sig 1573 i Damme, där de försörjdes av klostret Saint Agnes. De startade så småningom en tvättstuga och försörjde sig med den lokala församlingskyrkan som kund. Sievenhove levde fortfarande år 1593. Nunnorna fick senare tillstånd att tigga på gatorna. 